# 야스케
야스케(일본어: 弥介 / 弥助 미조[*], 16세기 후반)은 일본의 센고쿠 시대 및 아즈치 모모야마 시대의 인물로, 모잠비크 출신으로 전해지는 흑인 남성이다.
본디는 선교사 알레산드로 발리냐노(Alessandro Valignano, it)를 섬기는 노예로, 1581년 2월에 발리리아노가 오다 노부나가를 알현했을 때 동행한 것이 노부나가에게 주목받는 계기가 되었다.
노부나가는 처음에 그의 피부가 본디 검은 것이 아니라 뭔가 칠하여 검다고 생각하여 추운 계절임에도 불구하고 시종들을 시켜 그를 몇번이고 씻겼으나 그의 피부는 변함없이 검은 그대로였다. 이에 피부가 검은 사람도 있음을 알게 된 노부나가는 흥미를 가지고 발리냐노에게 요청하여 그를 자신의 가신으로 삼았다.
노부나가로부터 야스케라는 이름과 무사의 신분을 받고, 또 가신이 되어 의식주에 불편함이 없도록 배려받은 야스케는 크게 감사하며 노부나가를 충실히 섬겼다.
혼노지의 변 때는 함락 직전에 노부나가로부터 탈출을 명령받았다고 전해지며, 그 뒤 아케치 미쓰히데에게 붙잡혀 인도로 추방된다. 추방된 뒤의 행적은 알려지지 않았다. 당시 야스케를 포획한 아케치 미츠히데는 "검은 자(야스케)는 동물인지라 아무것도 모르며, 또한 일본인도 아닌지라, 이를 죽이지 않겠다"라며 처형하지 않고 "인도의 선교사들이 있는 성당으로 보내라"라 하여 목숨을 건졌다.
아이치현 세토시 조코지마치(定光寺町)의 니시야마 자연사 박물관에는 노부나가의 것으로 전해지는 데스마스크가 전시되어 있다(노부나가가 노부나가의 것이라는 확증은 없다). 오다 히데노부(織田秀信)의 서자라고 하는 오다 히데아사(織田秀朝, 니시야마 키요아키(西山清明)의 후손이라고 주장하는 니시야마 관장에 따르면, 야스케(弥助)라는 흑인 가신이 가져온 노부나가의 목으로 만들어졌다고 한다.